# Leigh Bromby
Leigh Bromby est un footballeur anglais né le 2 juin 1980 à Dewsbury. Il joue actuellement à Leeds United comme défenseur central ou parfois comme arrière droit.

## Carrière
- 1998-2004 : Sheffield Wednesday  Angleterre (115 matchs et 2 buts)
- → 1999-2000 : Mansfield Town FC  Angleterre (10 matchs et 1 but)
- → 2003-2003 : Norwich City  Angleterre (5 matchs)
- 2004-2008 : Sheffield United  Angleterre (125 matchs et 6 buts)
- → 2008-2008 : Watford FC  Angleterre (18 matchs et 1 but)
- 2008-2009 : Watford FC  Angleterre (28 matchs)
- 2009-2009 : Sheffield United  Angleterre (14 matchs et 1 but)
- 2009-2013 : Leeds United  Angleterre (62 matchs et 1 but)[1].